# Heinrich von Vietinghoff
Heinrich Gottfried Otto Richard von Vietinghoff genaamd Scheel (Mainz, 6 december 1887 - Pfronten-Ried, 23 februari 1952) was een Duitse officier en Generaloberst tijdens de Tweede Wereldoorlog. Hij was Opperbevelhebber Zuidwest en commandant van de Heeresgruppe Kurland, en was tevens een van de ondertekenaars van de capitulatie in het Paleis van Caserta in Italië.

## Leven

### Familie
Heinrich von Vietinghoff gen. Scheel stamt van een oud Westfaals adellijk oeradel geslacht, Vietinghoff. Hij was de zoon van een Pruisische Generalleutnant der Artillerie Heinrich Otto Konrad von Vietinghoff genaamd Scheel (1857–1917) en diens vrouw Leona (geboren gravin Schmettau (1861–1942)).
Op 6 januari 1920 trouwde Vietinghoff met Elfriede Wagner (7 maart 1892 te Hannover; overleden 4 februari 1989 te München) in Berlijn. Elfriede Wagner was de dochter van de Oberst Ludwig Wagner en Marie Schwarzmann.
Op 6 maart 1906 werd hij als Fähnrich in dienst van de Deutsches Heer, naar de Hauptkadettenanstalt in Berlijn-Lichtenfelde („Groß-Lichterfelde”) gestuurd. Hierna werd hij bij het „Kaiser-Franz”-Garde-Grenadierregiment 2 geplaatst.

### Eerste Wereldoorlog
Op 27 januari 1907 (met benoemingsakte (Patent) vanaf 14 juni 1905) Vietinghoff bevorderd tot Leutnant. Hij werd in de Eerste Wereldoorlog ingezet, en vocht in Galicië. Op 24 juni 1915 werd hij bevorderd tot Hauptmann.
In de Eerste Wereldoorlog werd hij met beide klasse van het IJzeren Kruis 1914 en het Ridderkruis in de Huisorde van Hohenzollern met Zwaarden onderscheiden. 

### Interbellum
Na de oorlog werd hij in de Reichswehr opgenomen, en werd in het Reichswehrministerium (Ministerie van Defensie) te werk gesteld. In 1924 werkte von Vietinghoff in het Gruppenkommando 1. Zijn volgende post was als compagniecommandant van het 1. Kp. des Inf.-Rgt. 9 in Potsdam.
Op 1 maart 1926 volgde zijn bevordering tot Major. In 1927 werd hij als Infanterieführer II in Stettin geplaatst. Van 1929 tot 1931 was Vietinghoff opnieuw in het Reichswehrministerium werkzaam. Op 1 februari 1931 werd hij bevorderd tot Oberstleutnant en benoemd tot bataljonscommandant van het Inf.-Rgt. 14 in Baden. Op 1 april 1933 volgde zijn bevordering tot Oberst. In 1935 werd Vietinghoff overgeplaatst als commandant van het nieuw opgerichte Schützenbrigade 1  van het 1e Pantserdivisie.
Op 1 april 1936 werd hij bevorderd tot Generalmajor. En vanaf 1 oktober 1937 werd hij tot inspecteur van de pantsertroepen en legermotorisering benoemd, waarna Vietinghoff op 1 maart 1938 bevorderd werd tot Generalleutnant.
Op 24 maart 1938 nam hij het commando van de Silezische 5e Pantserdivisie over. Met deze divisie nam hij in 1939 aan de Poolse Veldtocht deel, waarvoor hij met het Herhalingsgesp bij IJzeren Kruis 1939 beide klasse onderscheiden werd.

### Tweede Wereldoorlog
Op 26 oktober 1939 werd Vietinghoff commandant en Kommandierender General (bevelvoerend-generaal) van het XIII. Armeekorps (13e Legerkorps). Op 1 juni 1940 werd hij bevorderd tot General der Panzertruppe. Op 24 juni 1940 werd Vietinghoff met het Ridderkruis van het IJzeren Kruis onderscheiden.
Vanaf 1 november 1940 was hij Kommandierender General van het nieuw XXXXVI. Armeekorps (mot.). (46e Gemotoriseerde Korps). Met dit legerkorps vocht hij in april 1941 op de Balkan en vanaf 22 juni 1941 aan het Oostfront. Op 22 april 1942 werd Vietinghoff met het Duits Kruis in goud voor bijzondere dapperheid onderscheiden.
Op 10 juni 1942 werd Vietinghoff tijdelijk plaatsvervangend opperbevelhebber van het 9. Armee (9e Leger) voor de gewond geraakte Generaloberst Model. Met het 9e Leger voerde hij zware afweergevechten bij Rzjev en Vjazma uit. Aansluitend nam hij op 1 december 1942 het commando van het 15. Armee (15e Leger) van de zwaar zieke Generaloberst Curt Haase aan de Kanaalkust in het Westen over. Vanaf 9 februari 1943 was hij tevens opperbevelhebber van het 15e Leger.
Op 15 augustus 1943 werd Vietinghoff door Generaloberst Salmuth afgelost, waarop hij het nieuw opgerichte 10. Armee (10e Leger) in Zuid-Italië overnam en op 1 september 1943 tot Generaloberst bevorderd werd.
Op 16 april 1944 werd hij met het Eikenloof bij zijn Ridderkruis van het IJzeren Kruis onderscheiden. Tussen 23 oktober 1944 en 15 januari 1945 verving hij Kesselring na zijn zware ongeval als Oberbefehlshaber Südwest (Opperbevelhebber Zuidwest) en opperbevelhebber van de Heeresgruppe C. Eind januari 1945 werd van Vietinghoff tijdelijk tot opperbevelhebber van de Heeresgruppe Kurland benoemd. Begin maart 1945 keerde hij naar Italië terug, waar hij op 10 maart 1945 nogmaals de Heeresgruppe C overnam. Gelijktijdig werd hij daarmee ook Opperbevelhebber Zuidwest. Eind april 1945 nam hij met de geallieerden contact op, en ondertekende hij de overgave van zijn troepen op 29 april 1945 in Caserta. Toen Generalfeldmarschall Kesselring daarvan op de hoogte werd gebracht, liet hij hem arresteren. Van Vietinghoff werd door General der Infanterie Friedrich Schulz afgelost. Nadat de gebeurtenissen niet te stoppen waren, liet Kesselring hem op 2 mei 1945 weer vrij. Op zijn bevel bevrijdde Hauptmann Wichard von Alvensleben 139 hooggeplaatste politieke speciale gevangenen uit zeventien Europese landen en een groep Sippenhäftlingen van 20 juli (inclusief Alexander Schenk Graf von Stauffenberg) uit de handen van de SS en SD. Een van de gevangenen, Oberst Bogislaw von Bonin, had eerder in het geheim contact met Vietinghoff opgenomen, nadat hij en enkele andere gevangenen erachter kwamen dat de SS het bevel had gekregen om hen te doden (met een bom onder de bus van de gevangenen, om het zo op een ongeluk te laten lijken).

## Na de Oorlog
Na het einde van de oorlog raakte van Vietinghoff in geallieerde krijgsgevangenschap. In 1948 werd hij weer vrijgelaten.
Na de oorlog werkte Vietinghoff aan de Duitse herbewapening. Hij behoorde tot de deskundigengroep, die in oktober 1950 in opdracht van regering Adenauer (Kabinet-Adenauer I) het Himmerod-memorandum over een West-Duitse bijdrage voor een Europese verdediging opstelde. Op 23 februari 1952 overleed Vietinghoff in Pfronten, waar hij ook begraven ligt.

## Militaire carrière
- Generaloberst: 1 september 1943[15][13][2][3][14][6]
- General der Panzertruppe: 1 juni 1940[15][13][2][3][14][4]
- Generalleutnant: 1 maart 1938[15][13][2][3][14]
- Generalmajor: 1 april 1936[15][13][2][3][14]
- Oberst: 1 april 1933[15][13][2][3][14]
- Oberstleutnant: 1 februari 1931[15][13][2][3][14]
- Major: 1 maart 1926[15][13][2][3][14]
- Hauptmann: 24 juni 1915[15][13][2][3][14][11]
- Oberleutnant: januari 1912[14]
- Leutnant: 27 januari 1907 (met benoemingsakte (Patent) vanaf 14 juni 1905)[15][13][2][3][14]
- Fähnrich: 6 maart 1906[15][3][2] - 6 maart 1909[13][14]

## Onderscheidingen
Selectie:
- Ridderkruis van het IJzeren Kruis met Eikenloof (nr.457) op 16 april 1944 als Generaloberst en Opperbevelhebber van het 10e Leger / Heeresgruppe C, Italiaans frontGeneral der Panzertruppe[15][13][2][3][14][9][16][6]
- Ridderkruis van het IJzeren Kruis (nr.85) op 24 juni 1940 als General der Panzertruppe en bevelvoerend-generaal van het 13e Legerkorps / 12e Leger / Heeresgruppe A, Westelijke campagne[15][13][2][3][14][9][16]
- IJzeren Kruis 1914, 1e Klasse (23 april 1915)[3][2][15] en 2e Klasse (13 september 1915)[15][3]
- Herhalingsgesp bij IJzeren Kruis 1939, 1e Klasse (28 september 1939)[3][2][15] en 2e Klasse (21 september 1939)[15][2][3]
- Gewondeninsigne 1918 in zwart[15][2][3][14]
- Dienstonderscheiding van Leger, 1e Klasse (25 dienstjaren)[15][2][3] op 2 oktober 1936[14]
- Erekruis voor Frontstrijders in de Wereldoorlog[15][2] in 5 juli[14] 1934[3]
- Panzerkampfabzeichen in zilver (zonder getal)[15][2][3]
- Duits Kruis in goud op 22 april 1942 als General der Panzertruppe[15][2][3][14][9][16]
- Militair Kruis van Verdienste (Mecklenburg-Schwerin), 2e Klasse[2][14]
- Ereteken voor Verdienste in Oorlogstijd[15][14]
- Ridder der Derde Klasse in de Orde van de IJzeren Kroon met Oorlogsdecoratie[15][2][14]
- IJzeren Halve Maan[15][2]
- Kruis voor Militaire Verdienste (Oostenrijk-Hongarije), 3e Klasse met Oorlogsdecoratie[2][14]
- Officier in de Militaire Orde van Verdienste (Bulgarije)[15][2] in 1942[14]